# M 13 (Ukraine)
Die M 13 ist eine Fernstraße von internationaler Bedeutung in der Ukraine. Sie führt von Kropywnyzkyj in südwestliche Richtung zur moldauischen Grenze. Sie ist Teil der Europastraße 584 von Poltawa über Chișinău nach Slobozia (Rumänien). Bis 1991 war die Strecke Teil der M 21 im sowjetischen Fernstraßennetz.

## Verlauf
| 0 km   | Kropywnyzkyj                      |
| 49 km  | Nowoukrajinka                     |
| 101 km | Perwomajsk                        |
| 164 km | Querung der M 05 bei Ljubaschiwka |
| 188 km | Dolynske                          |
| 232 km | Okny                              |
|        | moldauische Staatsgrenze          |